# Kyriákos Mitsotákis
Kyriákos Mitsotákis (en griego: Κυριάκος Μητσοτάκης; Atenas, 4 de marzo de 1968) es un político griego,  primer ministro de Grecia desde el 8 de julio de 2019. Previamente fue presidente del partido político Nueva Democracia desde 2016 y líder de la oposición. Ejerció como ministro de Reforma Administrativa y Gobierno Electrónico entre 2011 y 2015. También ejerce como diputado del Consejo de los Helenos desde 2004, por la circunscripción de Atenas B.

## Primeros años y educación
Nacido en Atenas,  es hijo de Konstantínos Mitsotákis, ex primer ministro de Grecia y presidente honorario del partido político Nueva Democracia, y de su esposa, Marika Giannoukou.
Él y su familia tuvieron que mudarse a París en 1968, cuando tenía solo seis meses de edad, porque su padre había sido declarado persona non grata por la Dictadura de los Coroneles. La familia regresó cuando se llevó a cabo la transición a la democracia o Metapolítefsi en 1974. En 1986, asistió a la Athens College, finalizando el año con el título de salutatorian.
Entre 1986 y 1990,  cursó Estudios Sociales en la Universidad de Harvard en Cambridge, Massachusetts (Estados Unidos), donde se graduó con summa cum laude (alta distinción). También fue condecorado con el premio Hoopes.

## Carrera profesional
Trabajó como analista económico en el Chase Manhattan Bank de 1990 hasta 1991 en Londres. Posteriormente regresó a su país y se unió a la Fuerza Aérea Griega para cumplir su servicio militar.
Kyriákos regresó a los Estados Unidos, donde continuó con sus estudios en la Universidad de Stanford, en donde recibió su Licenciatura en Relaciones Internacionales. Continuó en su círculo de estudios y regresó a Harvard dónde se le otorgó su Maestría en Administración de Negocios.
Entre 1995 y 1997,  viajó a Londres y trabajó en la asesoría de McKinsey & Company. Después regresó nuevamente a Grecia, en donde comenzó a trabajar para Alpha Ventures, una filial de capital privado de Alpha Bank. Poco después, continuó trabajando como director gerente de NBG Venture Capital en el Banco Nacional de Grecia.

## Carrera política
Durante las elecciones parlamentarias de 2000, Mitsotakis trabajó para la campaña nacional de Nueva Democracia. En las elecciones parlamentarias de 2004, Mitsotakis se postuló como candidato por la circunscripción de Atenas B, recibiendo más votos que cualquier otro candidato de Nueva Democracia a nivel nacional, y fue elegido por el Consejo de los Helenos.
Mitsotakis es presidente honorario de la Fundación Constantinos K. Mitsotakis, que se destaca por promover la vida y obras de su padre e informar sobre la historia política moderna de Grecia.
El 24 de junio de 2013, Mitsotakis fue nombrado ministro de Reforma Administrativa y Gobierno Electrónico durante el gobierno de Antonis Samarás, sucediendo a Antonis Manitakis.
En 2015, Mitsotakis ejerció como vocero parlamentario de Nueva Democracia. En marzo de 2015, afirmó que el entonces ministro de Finanzas Yanis Varoufakis, estaba socavando las negociaciones griegas sobre el tercer programa de rescate, declarando «Cada vez que abre la boca, crea un problema para las negociaciones por el país».
Mitsotakis fue el primero de los cuatro diputados de Nueva Democracia en anunciar su candidatura para las elecciones de liderazgo del partido, luego de que Antonis Sámaras anunciara su renuncia como líder del partido y la derrota de Nueva Democracia en las elecciones parlamentarias de septiembre de 2015. Entre los otros candidatos se encontraba el líder provisional y exvocero del Consejo de los Helenos Vangelis Meimarakis. Según el Financial Times, Mitsotakis «fue considerado como un candidato outsider en la carrera por el liderazgo» debido al inmenso apoyo que había hacia la candidatura de Meimarakis. Tras la primera ronda de votos sin un claro ganador, Mitsotakis obtuvo el segundo lugar de la elección con un 11%, siendo superado solo por Meimarakis.
El 10 de enero de 2016, Mitsotakis fue elegido presidente de Nueva Democracia, sucediendo a Ioannis Plakiotakis (presidente de transición) con casi un 4% de diferencia en contra de su rival Vangelis Meimarakis. Una semana después de su elección, se publicaron dos encuestas de opinión que posicionaron por primera vez a Nueva Democracia por sobre el partido Syriza.
Su partido obtuvo el 33% de los votos en las elecciones europeas de 2019. Hace campaña sobre cuestiones nacionalistas criticando el acuerdo de Prespa sobre el nombre de Macedonia y las políticas de acogida de los exiliados.  En particular, consiguió recuperar votos del partido Amanecer Dorado.
Nueva Democracia obtuvo mayoría absoluta en las elecciones parlamentarias de 2019 con casi un 40% de los votos y 158 escaños, regresando al poder con Mitsotakis como nuevo primer ministro de Grecia.

### Primer ministro de Grecia

#### Formación del Gobierno
El 8 de julio, al día siguiente de las elecciones legislativas, fue nombrado primer ministro por el presidente de la República, Prokópis Pavlópoulos. Su gobierno tomó posesión al día siguiente. A diferencia de su predecesor, Alexis Tsipras, optó por jurar sobre la Biblia y no sobre la Constitución. El nombramiento de personalidades del movimiento neofascista para dirigir ministerios fue recibido con frialdad en el extranjero y por la comunidad judía de Grecia. Israel anunció que no cooperaría con el ministro de Agricultura, Mavroudís Vorídis.
El 31 de agosto de 2021 incorporó a su Gobierno a otras tres personalidades de extrema derecha, lo que volvió a causar polémica. El nuevo ministro de Sanidad, Athanassios Plevris, había sido conocido en el pasado por hacer comentarios abiertamente antisemitas.

#### Reformas
En agosto se aprobó una reforma de la legislación laboral. Prevé la posibilidad de que un empresario despida a sus empleados sin tener que motivar su decisión ni avisar previamente a los afectados. Se suprime la brigada antifraude de Hacienda y sus empleados se integran en el Ministerio de Hacienda.
Ha llevado a cabo una oleada de privatizaciones a partir de 2019, entre las que se encuentran las de infraestructuras turísticas, terrenos costeros y acciones estatales en empresas de gas y electricidad y en el aeropuerto de Atenas. El periódico Financial Times señala que se está llevando a cabo una reforma fiscal para convertir al país en "un paraíso para multimillonarios y ciudadanos ricos" ofreciendo tipos impositivos bajos. Una cláusula protegerá a los beneficiarios de esta política fiscal de posibles cambios de política por parte de futuros gobiernos.En paralelo En 2019, uno de cada tres asalariados griegos trabaja a tiempo parcial con un salario neto de 317 euros y el 34,8% de la población está en riesgo de pobreza o exclusión social. La desigualdad también ha aumentado junto con la evasión fiscal que le costará al Estado griego 30.000 millones de euros anuales.
El "proyecto de ley de gran crecimiento", aprobado en el verano de 2020, prevé la restricción del derecho de huelga y la supresión de los convenios colectivos, que ya habían sido suspendidos en 2012 a petición de la Troika y luego restablecidos por el Gobierno de Tsipras. La política migratoria se ha endurecido: se ha suprimido la cobertura de la atención hospitalaria a los extranjeros indigentes y se ha reducido de seis meses a un mes el periodo durante el cual los refugiados a los que se ha concedido asilo pueden residir en viviendas sociales. En materia de medio ambiente, el gobierno reforma la legislación para facilitar la exploración petrolera cercana a áreas protegidas.
A pesar de la pandemia de Covid-19, el Parlamento griego ha aprobado un presupuesto que incluye un recorte del gasto sanitario y un aumento de casi el 60% del gasto en defensa para el año 2021, en un contexto de tensiones con Turquía.
El gobierno decidió encerrar los 25 campos de solicitantes de asilo del país con muros de hormigón de tres metros de altura, oficialmente para garantizar la seguridad de los refugiados. Sin embargo, los activistas de derechos humanos afirman que esta política prohíbe la integración de los refugiados al negarles el acceso al trabajo y la escolarización de sus hijos. En su plan estratégico 2020-2021, el gobierno planea endurecer la política de aislamiento de los refugiados construyendo una doble valla de alambre de espino, permitiendo sólo un número limitado de salidas a la semana entre las 8 de la mañana y las 8 de la tarde, un sistema de videovigilancia, detectores de metales en la entrada y drones que sobrevuelen los campos.
En el ámbito de la educación, nuevas leyes eliminan la sociología y las artes del plan de estudios de secundaria, pero refuerzan el griego antiguo y el lugar de la religión. A principios de 2021 se creó un cuerpo especial de policía para patrullar los campus universitarios; estaría formado por 1.000 policías equipados con porras y spray antiagresión. Las protestas de estudiantes y académicos han cuestionado la medida. El coste de la brigada -20 millones de euros al año, frente a los 91,6 millones del presupuesto anual para enseñanza superior- ha sido objeto de críticas.

### Escándalo de Siemens
En 2007 se informó de que Kyriákos Mitsotákis había estado involucrado en el escándalo de sobornos de Siemens Grecia. Sin embargo, Mitsotakis declaró que no tuvo ninguna implicación en el incidente y que hasta el momento no se ha comprobado su culpabilidad. La investigación del caso Siemens aún permanece pendiente y se esperaba que comenzara en febrero de 2017.
En la acusación, se afirma que Kyriákos Mitsotákis había recibido por parte de Siemens y otras dos subsidiarias, equipos electrónicos de oficina, centros de llamadas, aire acondicionado, y otros productos que equivalen a un total de 130 000 euros, los cuales fueron recibidos en un período previo a las elecciones parlamentarias de 2007 (entre junio y septiembre de ese año). Las facturas indican un periodo de pago de hasta 60 días, sin embargo, parte de ese monto no fue pagado hasta febrero de 2008, cuando se pagó parte de este, justo cuando el caso de Siemens fue reabierto por los tribunales, y una cantidad de 43 850 euros fue pagada por un cheque a nombre de Mitsotakis el lunes 2 de junio. Días antes (el 29 de mayo), se habían hecho declaraciones sobre "donaciones y subvenciones hacia políticos por parte de Siemens" y el 30 de mayo de 2008, el fiscal a cargo de la investigación ordenó el allanamiento de las oficinas de la compañía.

### Escándalo de escuchas telefónicas
En julio de 2022, los servicios de ciberseguridad del Parlamento Europeo encontraron rastros de programas espía en el teléfono móvil del eurodiputado socialista Nikos Androulakis, lo que dio lugar a la publicidad de las escuchas a dirigentes de la oposición y periodistas, espiados por los servicios de inteligencia griegos (EYP).
Ante el escándalo, dimitieron el secretario general de la oficina del primer ministro, que es también su sobrino, Grigoris Dimitriadis, y Panagiotis Kontoleon, director de los servicios de inteligencia. Kyriákos Mitsotákis ha negado estar implicado en el asunto y ha acusado a su predecesor Alexis Tsipras de haberle puesto micrófonos ocultos cuando estaba en el poder, al tiempo que ha afirmado la necesidad de contar con un servicio de inteligencia eficaz para hacer frente a un vecino como Turquía. La negativa del primer ministro a reconocer su responsabilidad, a pesar de que había puesto al PEJ -antes dependiente del Ministerio del Interior- directamente bajo su autoridad cuando asumió el cargo, acentuó la polémica.
En el Parlamento, 142 diputados votaron a favor de abrir una investigación parlamentaria: "Espiar a políticos, personalidades, periodistas y empresarios no es normal... Tenemos un primer ministro que no lo sabía (...), que no responde, que se niega a asumir sus responsabilidades políticas y sigue queriendo tapar el escándalo de las escuchas", denunció el presidente del grupo parlamentario del Partido Socialista.

## Vida privada
Kyriakos tiene tres hijos, Sofía, Konstantinos y Dafni. Además del griego, sabe hablar inglés, francés y alemán.
Mitsotakis es el hermano menor de Dora Bakoyannis, exministra de Asuntos Exteriores y alcaldesa de Atenas, es cuñado de Pavlos Bakoyannis (1935-1989, asesinado por la Organización Revolucionaria 17 de Noviembre, una organización armada terrorista griega) y tío de Kostas Bakoyannis, actual alcalde de Atenas.